# Percival J. Patterson

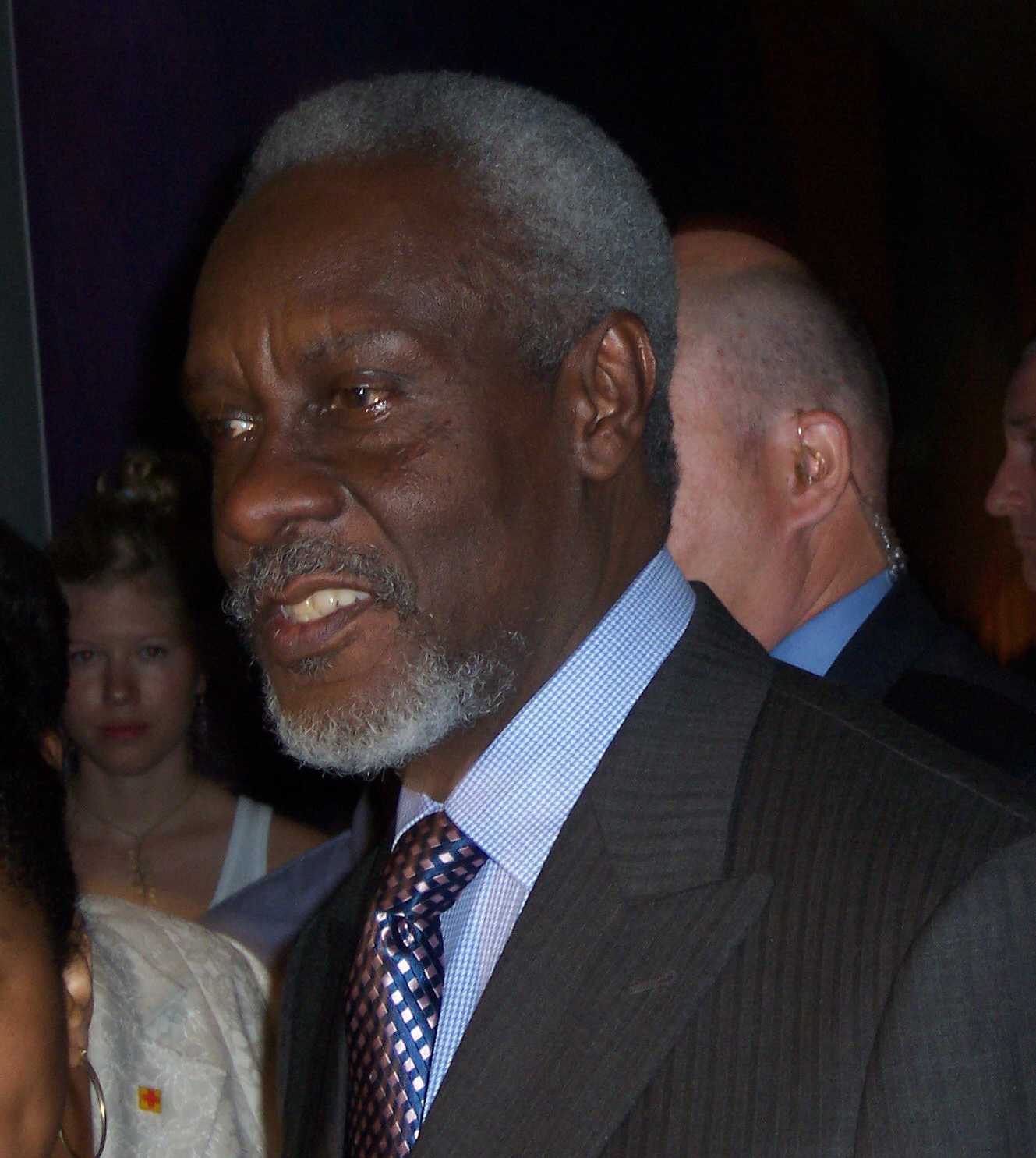
P. J. Patterson, 2005

Percival Noel James Patterson ON (meist P.J. Patterson; * 10. April 1935 in Westmoreland, Jamaika) ist ein jamaikanischer Politiker und war von 1992 bis 2006 Premierminister seines Landes. Er ist Mitglied der People’s National Party. Vor seiner politischen Karriere besuchte er die University of the West Indies und die London School of Economics.
Niemand war so lange Premierminister Jamaikas wie Patterson. 1969 wurde er Mitglied des Parlaments, unter Michael Manley leitete er in den 1970er Jahren verschiedene Ministerien. 1992 folgte er Manley nach dessen Rücktritt als Premierminister nach. Im selben Jahr sowie 1997 und 2002 gewann er mit seiner Partei die Parlamentswahl.
Fälschlicherweise wird Patterson häufig als erster schwarzer Premierminister bezeichnet (siehe Hugh Shearer). 2004 verkündete er, dass Jamaika eine neue Regierung in Haiti unter Gérard Latortue nicht anerkennen wird. Im Gegensatz zu den meisten anderen Ländern hegte er Zweifel bezüglich der Abdankung des alten Regierungschefs Jean-Bertrand Aristide. Aristide warf den USA und Frankreich vor, ihn aus seinem Land entführt zu haben. Während er versuchte rechtlich dagegen vorzugehen durfte er auf Jamaika leben.
Während seiner Amtszeit war Patterson vor allem um die Konsolidierung der Wirtschaft bemüht und versuchte die Staatsschulden zu reduzieren. Die schlechte wirtschaftliche Lage, besonders Mitte der 1990er Jahre, ließ das aber nicht zu. Im März 2006 trat er aus gesundheitlichen Gründen zurück.

## Ehrungen
- Order of the Volta des Staates Ghana
- Order of the Nation (2002)[1]